# 로빈 리
로빈 리(Robinne Lee, 1974년 7월 16일 ~ )는 미국의 배우, 영화배우이다.
마운트버넌에서 태어났다.

## 방송
- 미신

## 영화
- 틸 데스 두 어스 파트 (2017년)
- 50가지 그림자: 심연 (2017년) - 로스 베일리 역
- 나인 라이즈 (2016년)
- 더 바운스 백 (2016년) - 샘 역
- 포기브니스 (2015년)
- 미스 다이얼 (2013년) - 에리카 역
- 강아지 호텔 (2009년) - 캐롤 역
- 디스 이즈 낫 어 테스트 (2008년)
- 세븐 파운즈 (2008년) - 사라 역
- 하우스 오브 페인 (2006년) - 니콜 제미슨 역
- 넘버스 시즌1 (2005년)
- Mr. 히치 - 당신을 위한 데이트 코치 (2005년) - 크리시다 역
- 완벽한 그녀에게 딱 한가지 없는 것 (2004년)
- 딜리버 어스 프롬 에바 (2003년)
- 내셔널 시큐리티 (2003년) - 데니스 역
- 런어웨이 (2000년)
- 큐피드 앤 케이트 (2000년)
- 하브 플렌티 (1997년) - 리 다링 역